# Circus Maximus

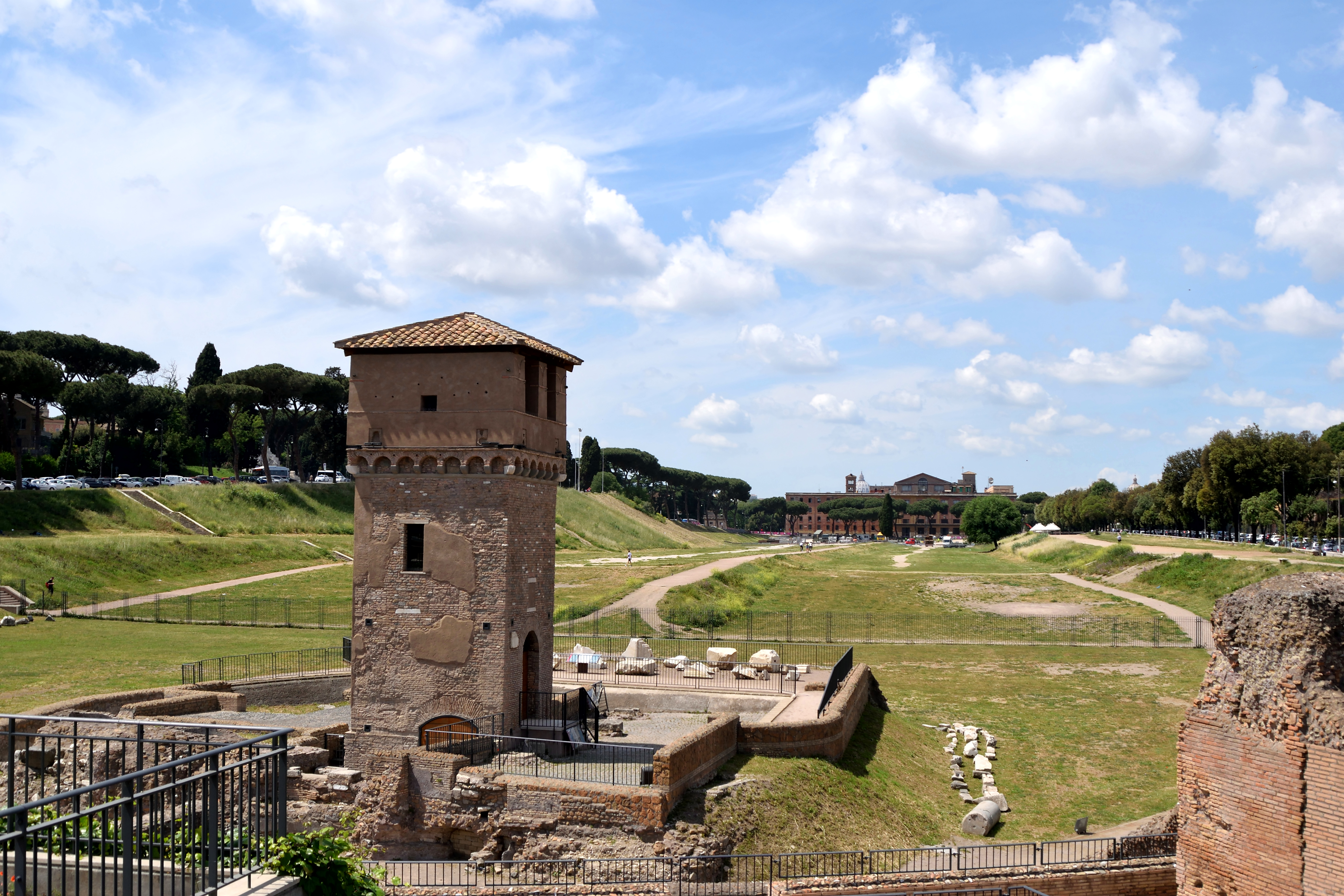
Circus Maximus ngày nay

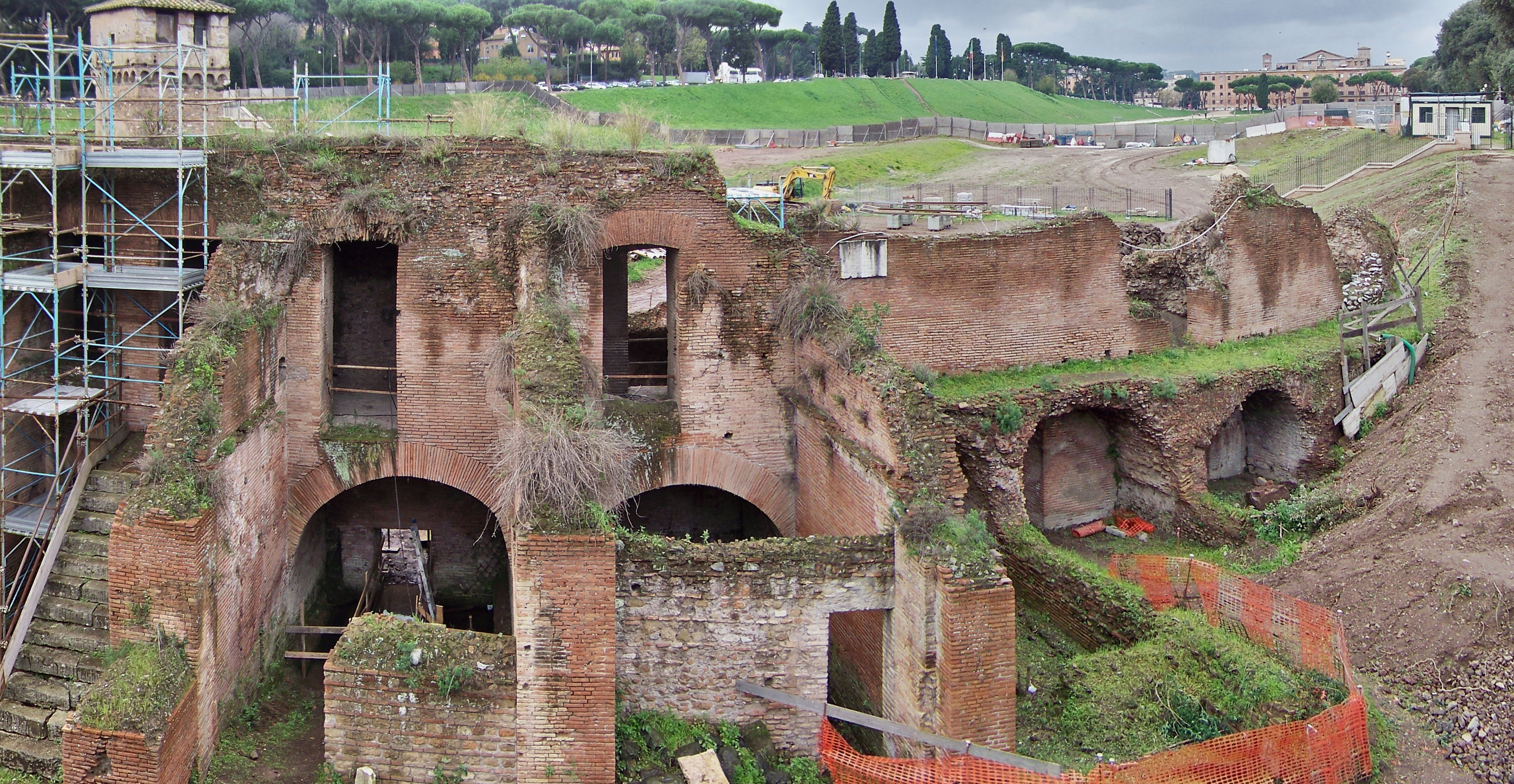
Khảo cổ tại Circus Maximus năm 2012

Circus Maximus (tiếng Latinh có nghĩa là lớn hay vĩ đại; tiếng Ý: Circo Massimo) là một trường đua xe ngựa thời La Mã cổ đại và là một điểm vui chơi giải trí tại Roma, Ý. Tọa lạc tại vị trí nằm giữa đồi Aventinus và Palatinus, đây là đường đua đầu tiên và đường đua lớn nhất thời La Mã cổ đại và thời kỳ đế quốc sau này. Với chiều dài là 621 m (2.037 ft) và bề ngang là 118 m (387 ft). Mặc dù được xây dựng từ rất sớm nhưng những khán đài của trường đua có thể chứa được khoảng 150.000 khán giả. Khi đã được phát triển hoàn chỉnh, nó trở thành mô hình cho các đường đua khác trong khắp đế quốc La Mã. Di chỉ của trường đua này hiện nay là một công viên công cộng.

## Lịch sử
Từ thế kỷ thứ 6 trước Công nguyên, khu đàm lầy giữa hai đồi Palatine và Aventine đã được hút cạn và sau đó có thể được sử dụng cho các cuộc thi khác nhau. Vua Lucius Tarquinius Priscus được cho là đã xây dựng nhựng khán đài gỗ đầu tiên, nhưng bị ụp đổ hết lần này đến lần khác, nơi thỉnh thoảng có nhiều thương vong.
Julius Caesar đãi mở rộng phạm vi của trường đua, và sau chiến thắng vào năm 46 trước Công nguyên, xây dựng một phần khán đài bằng đá cẩm thạch và bao quanh đấu trường bằng một con hào để tách nó ra khỏi khu vực khán giả. Sau vụ hỏa hoạn vào năm 31 TCN Augustus mở rộng trường đua và xây cột Obelisk đầu tiên ở giữa, vào năm 10 trước Công nguyên.

## Sự kiện và sử dụng

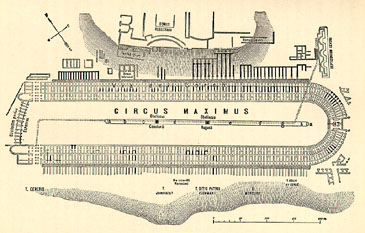
Bản đồ của Circus Maximus cổ đại

Circus là địa điểm lớn nhất và tốt nhất dành cho ludi tại Roma, một loài hình trò chơi công cộng có liên kết tới những lễ hội tôn giáo La Mã. Ludi được tài trợ bởi những nhân vật đứng đầu La Mã hoặc nhà nước La Mã nhằm đem lại cho lợi ích dân chúng của họ (populus Romanus) và cũng như đem lại ích lợi cho các vị thần. Phần lớn các cuộc đua đều được tổ chức định kỳ hàng năm hoặc theo chu kỳ hàng năm theo lịch La Mã. Đôi khi nhiều lễ hội có thể được thực hiện một lời thề tôn giáo, chẳng hạn như các trò chơi nhằm kỷ niệm chiến thắng. Lễ khải Khải hoàn sớm nhất được biết đến, cử hành tại Circus là của vua Lucius Tarquinius Superbus tôn vinh thần Jupiter ở cuối thời kỳ Vương quốc nhằm ăn mừng chiến thắng của mình trước Pometia.